# Statens personadressregister
Statens personadressregister (SPAR) är ett statligt offentligt register som omfattar alla personer som är folkbokförda i Sverige, både svenska och utländska medborgare. I registret ingår även personer som tilldelats samordningsnummer och vars identitet antingen är styrkt eller gjorts sannolik. 
Uppgifterna i SPAR uppdateras varje dygn med uppgifter från folkbokföringsregistret. Syftet med SPAR är att lämna ut uppgifter elektroniskt under förutsättning att mottagaren uppfyller vissa villkor. 
Fram till 2009 var dåvarande myndigheten Sparregisternämnden huvudman för SPAR, men sedan 2009 är Skatteverket huvudman för registret. 
Reglerna som styr verksamheten i SPAR återfinns primärt i lagen (1998:527) om det statliga personadressregistret, i förordningen (1998:1234) om det statliga personadressregistret och i EU:s dataskyddsförordning. 
Uppgifter i SPAR:
- namn
- person- eller samordningsnummer
- födelsetid
- adress
- folkbokföringsort och distrikt
- födelsehemort
- svenskt medborgarskap
- make eller vårdnadshavare (för barn under 18 år)
- avregistrering på grund av dödsfall, med angivande av tidpunkt, eller avregistrering av annan anledning
- summan av fastställd förvärvsinkomst och inkomst av kapital
- ägare av småhusenhet eller lantbruksenhet med småhus på tomtmark samt uppgift om kommun (belägenhet)
- taxeringsvärde för småhusenhet
- tidpunkt för när ett samordningsnummer har tilldelats och när vilandeförklaring kan komma att ske.
- tidpunkt för vilandeförklaring av ett samordningsnummer.
- tidpunkt för när en person med samordningsnummer eller en person med personnummer som inte är eller har varit folkbokförd har avlidit.
- om den enskildes identitet vid tilldelning eller förnyelse av samordningsnummer har styrkts eller gjorts sannolik.

Uppgifter i SPAR lämnas ut till företag och offentlig verksamhet. Utlämnande för kontrolländamål (aktualisering, komplettering och kontroll av personuppgifter) eller urvalsändamål (urval för direktreklam, opinionsbildning, samhällsinformation, osv.) sker elektroniskt och efter beslut av Skatteverket.  
SPAR finansieras uteslutande via försäljningsintäkter som på sikt ska motsvara verksamhetens självkostnad. 